# Petromyscinae
A Petromyscinae az emlősök (Mammalia) osztályának a rágcsálók (Rodentia) rendjébe, ezen belül a madagaszkáriegér-félék (Nesomyidae) családjába tartozó alcsalád.

## Rendszerezés
Az alcsaládba 1 nem és 4 faj tartozik:
- Petromyscus Thomas, 1926
  - Petromyscus barbouri Shortridge & Carter, 1938
  - Petromyscus collinus Thomas & Hinton, 1925 - típusfaj
  - Petromyscus monticularis Thomas & Hinton, 1925
  - Petromyscus shortridgei Thomas, 1926